# Czersk (Mazovie)
Pour les articles homonymes, voir Czersk.
Czersk (prononciation : [t͡ʂɛrsk]) est un village polonais de la gmina de Góra Kalwaria dans le powiat de Piaseczno de la voïvodie de Mazovie dans le centre-est de la Pologne.
Il se situe à environ 2 kilomètres au sud-est de Góra Kalwaria (siège de la gmina), 19 km au sud-est de Piaseczno (siège du powiat) et à 33 km au sud-est de Varsovie (capitale de la Pologne).
Le village compte approximativement une population de 590 habitants.

## Histoire
De 1975 à 1998, le village appartenait administrativement à la voïvodie de Varsovie.

### Château de Czersk
Au XIe siècle, pendant le règne de Boleslaw Smialy ou de Wladyslaw Herman, un Gord en bois existait à l'emplacement du château. Le Gord est devenu plus tard le centre administratif du duché de Czersk, mentionné en 1224 dans les documents du châtelain de Czersk, Piotr Pilch. En 1229, le duc Konrad Mazowiecki a emprisonné dans ces lieux le duc Henryk Brodaty, qui a été maintenu dans le donjon du château. En 1239, Konrad emprisonne une autre duc, Boleslaw Wstydliwy.
En 1350, le Gord a été en partie détruit lors d'un raid lithanien, et en 1388, le duc de Mazovie Janusz Ier l’Aîné ordonne la construction d'un château gothique avec deux tours et une porte fortifiée. Le château est devenu une des résidences principales de Janusz Ier, où il meurt le 8 décembre 1429.
En 1526, Mazovie a été incorporé dans la couronne du royaume de Pologne, et le château de Czersk est devenu une propriété royale. En 1547, il est administré par la reine Bona Sforza, qui en 1549 construit ici une résidence, appelé Wielki Dom.
Le château a été presque entièrement détruit en 1656 lors de l'invasion suédoise de la Pologne.
En 1762-1766, le Staroste de Czersk et la Couronne Marshall ont essayé de reconstruire le complexe, pour placer les archives et un tribunal local. Ses plans ont échoué en raison des partages de la Pologne et le château est devenu une ruine permanente.
Il est ouvert aux visiteurs, qui admirent les murs conservés et trois tours. À l'intérieur du complexe, il y a des fondations de l'église Saint-Pierre.

## Galerie

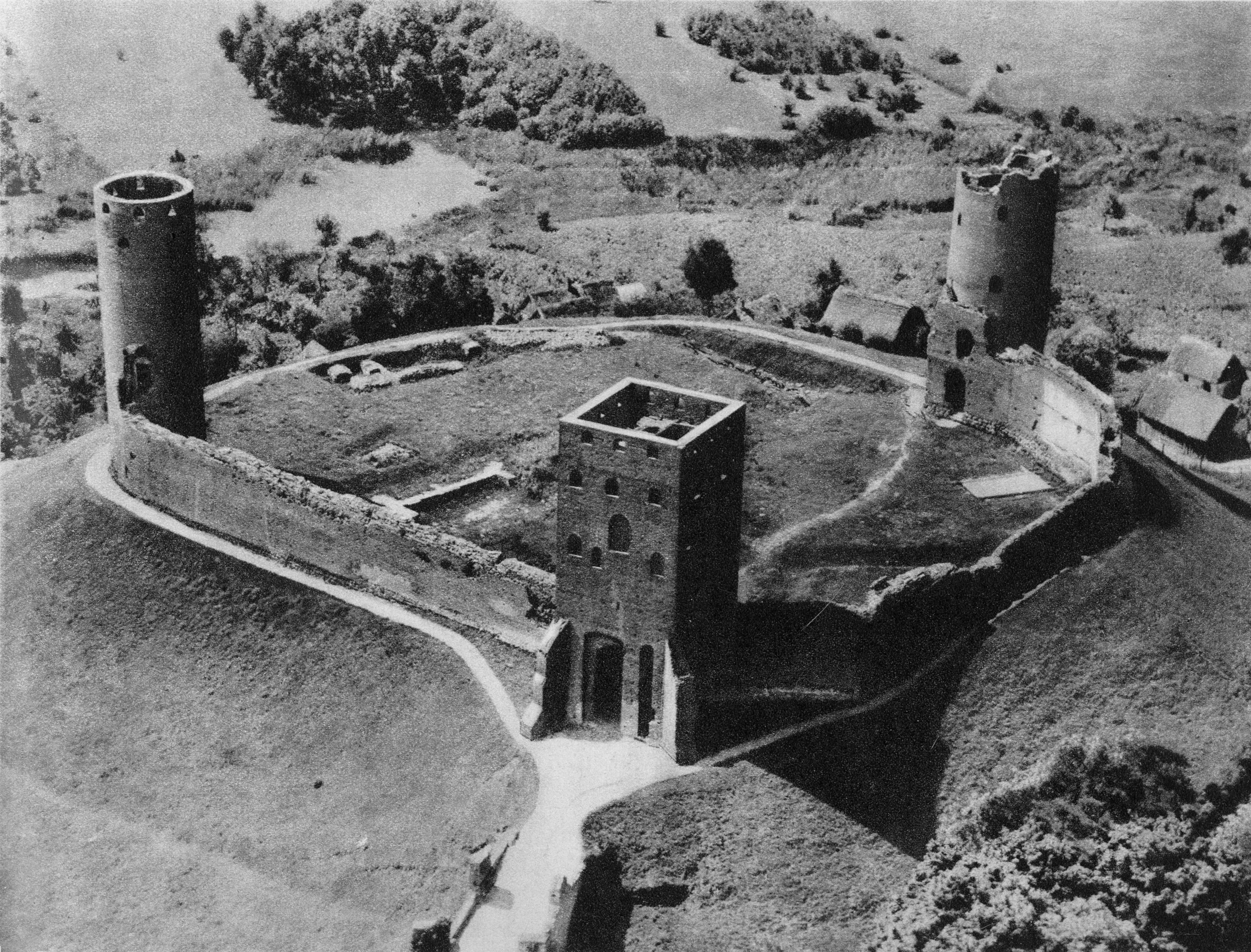
Czersk en 1952
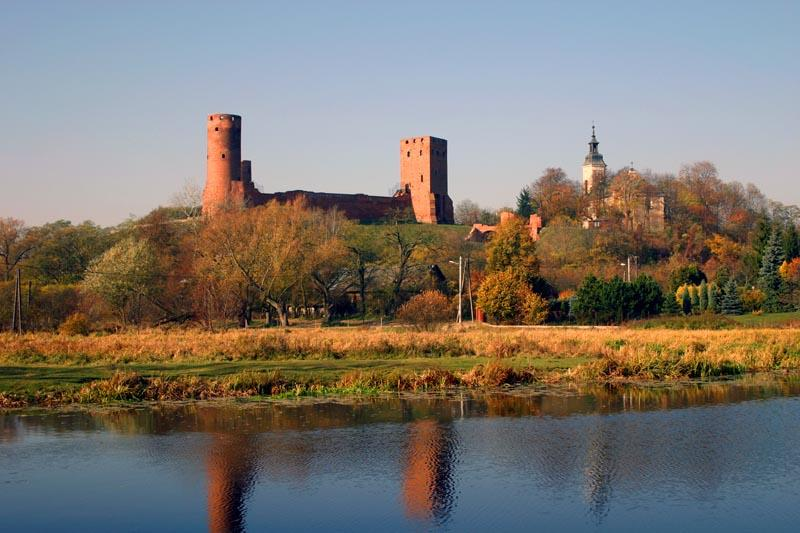
Château et église de Czersk
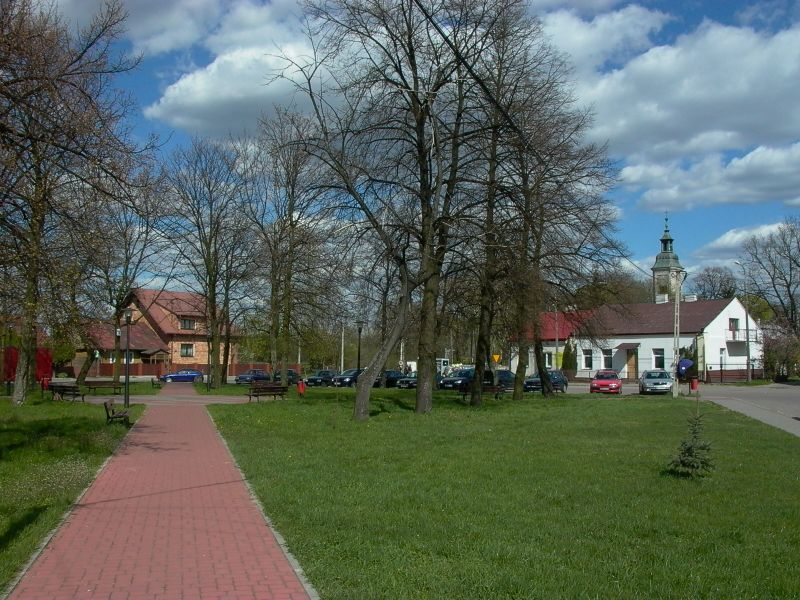
Square Tysiąclecia - Marché de la ville
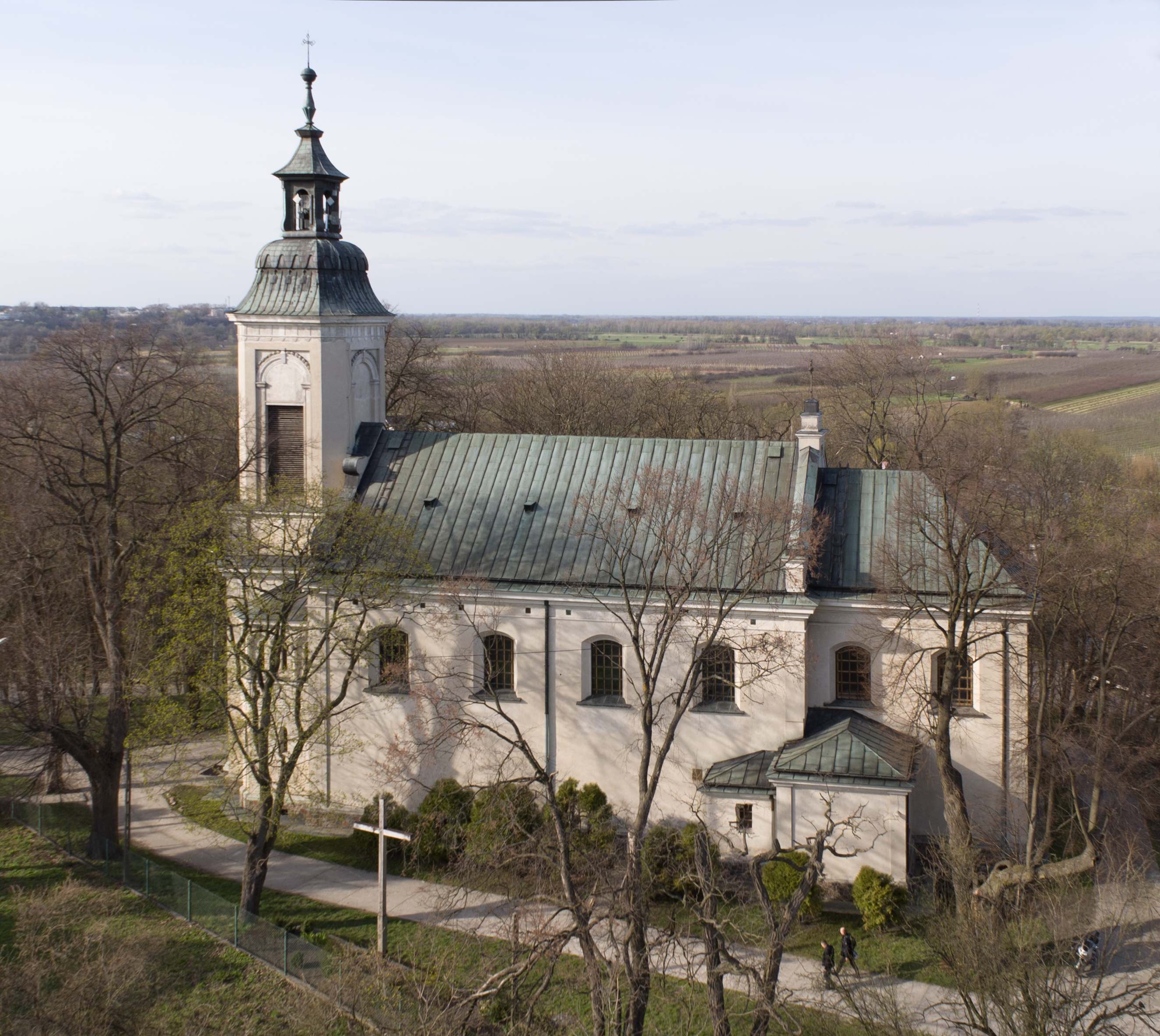
L'Église de la transfiguration
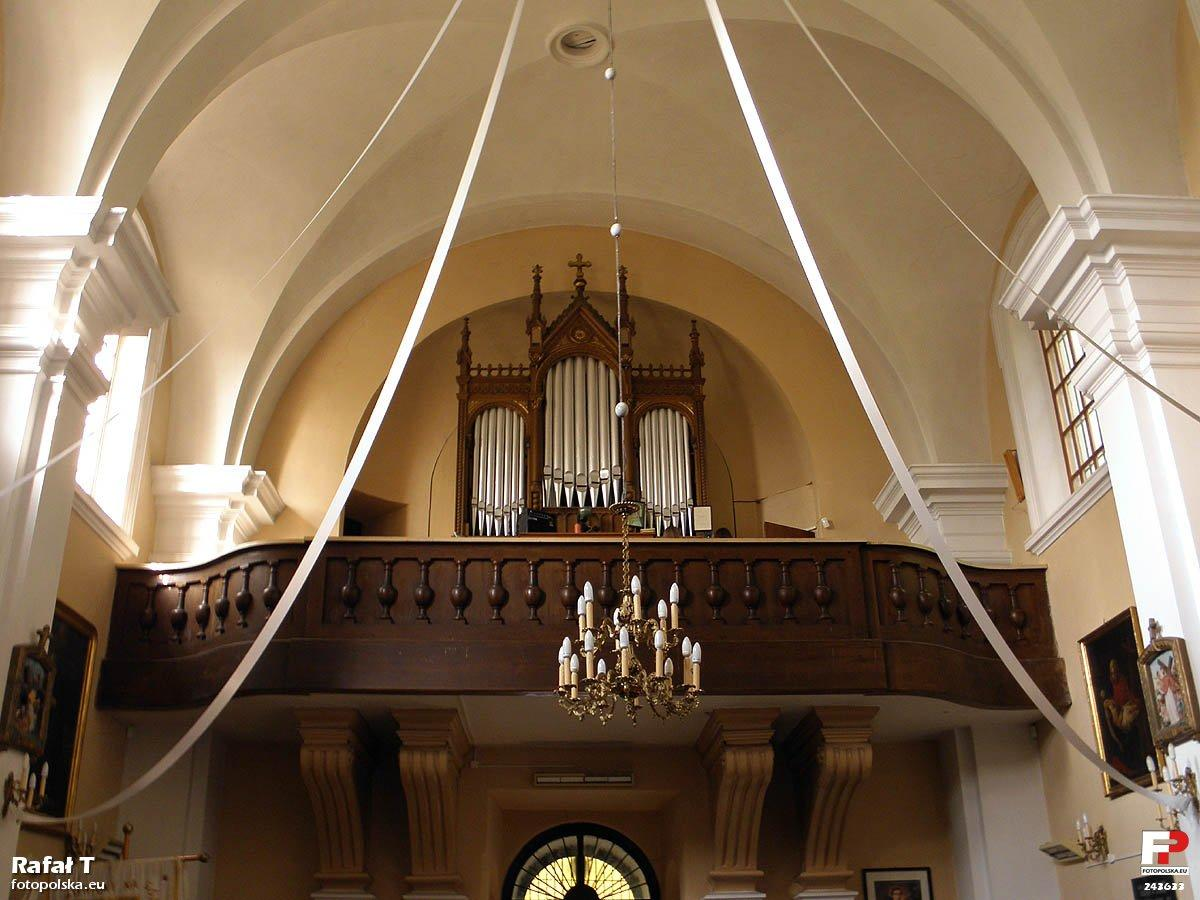
Chœur et orgue
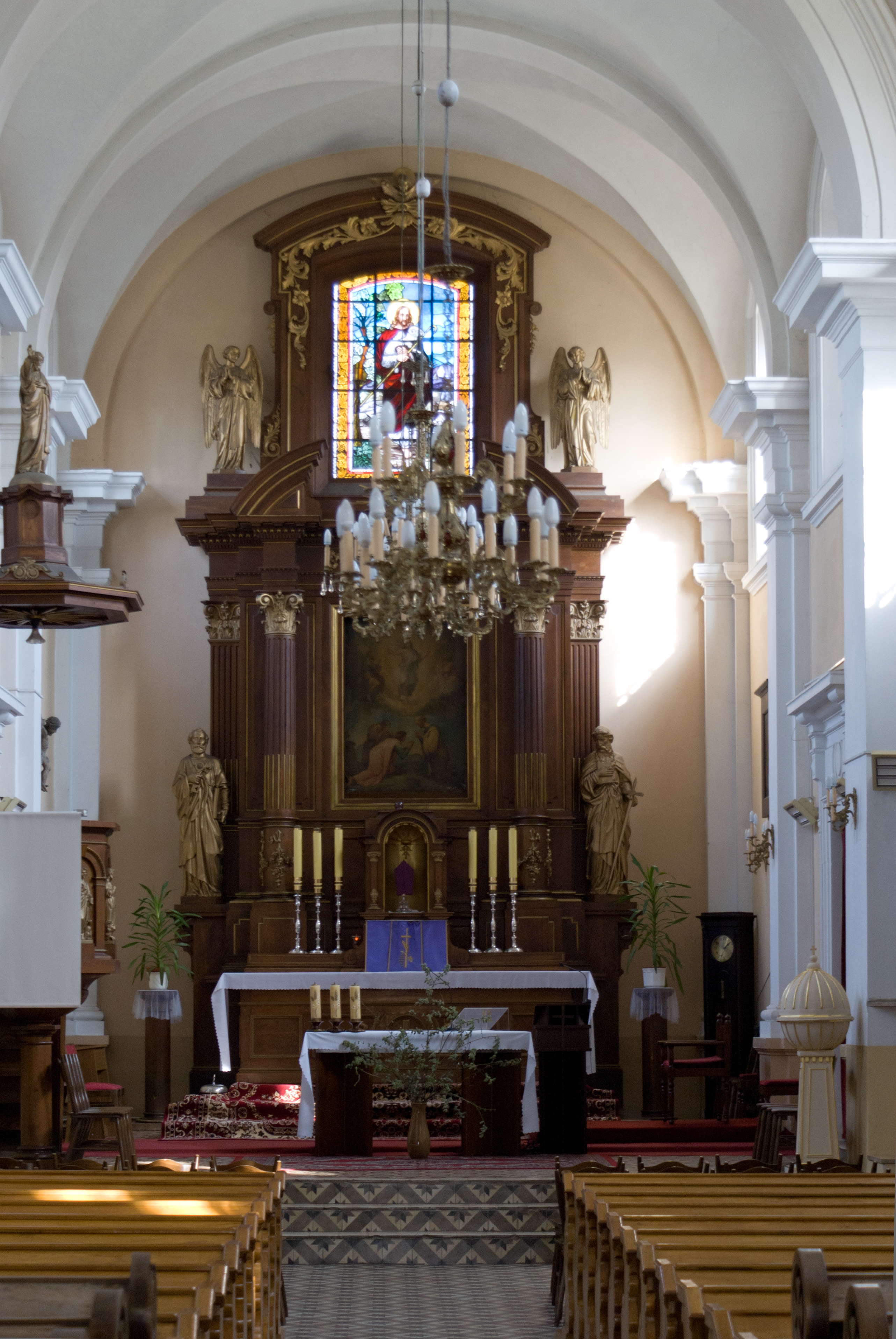
L'autel principal
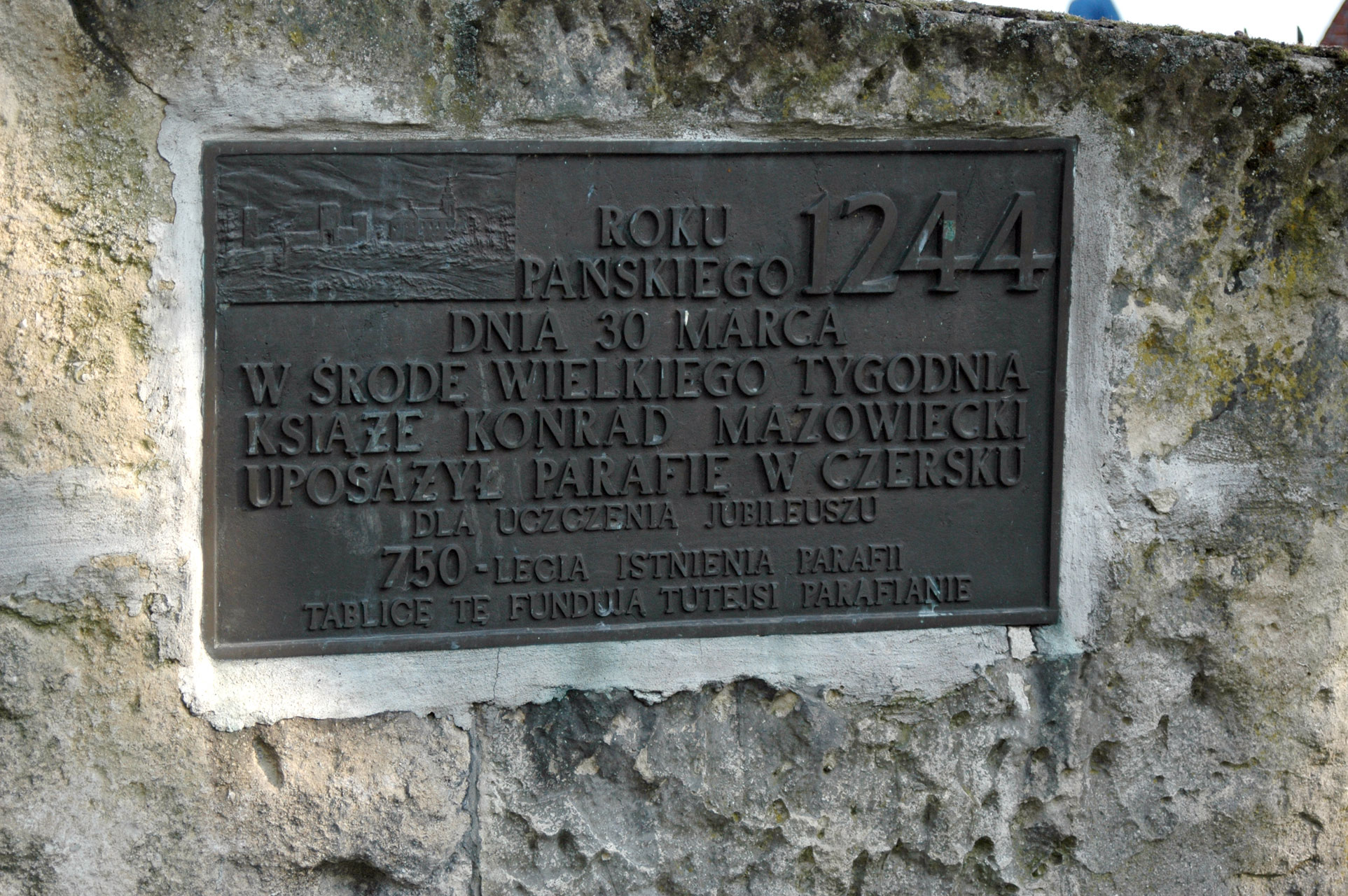
Plaque commémorative des 750 années de l'église